# Federazione pallavolistica della Costa d'Avorio
La Federazione ivoriana di pallavolo (fra. Fédération ivoirienne de volley-ball, FIVVB) è un'organizzazione fondata nel 1960 per governare la pratica della pallavolo in Costa d'Avorio.
Organizza il campionato maschile e femminile, e pone sotto la propria egida la nazionale maschile e femminile.
Ha aderito alla FIVB nel 1964.